# Edgar Balbuena
Edgar Gabriel Balbuena Adorno (Capiatá, 20 de novembro de 1980) é um ex-futebolista paraguaio que atuava como lateral direito e zagueiro.

## Biografia
Com passagens por tradicionais clubes da América do Sul tais como Olimpia, do Paraguai, Estudiantes de La Plata, da Argentina, e  Libertad, vindo da equipe paraguaia, chegou ao Corinthians por empréstimo até agosto de 2010, podendo ao final do mesmo, ter 50% do seu passe comprado para poder renovar o seu contrato por mais 2 anos, sendo que assim poderia ficar até 2011 na equipe do Pq. São Jorge., mas o Corinthians preferiu rescindir o contrato. No mesmo ano transferiu-se para a equipe peruana Juan Aurich, onde está até hoje. Com o Cerro Porteño foi campeão paraguaio em 2001 e com o Libertad foi tricampeão paraguaio em 2006, 2007 e 2008 (Apertura e Clausura).

## Títulos
Cerro Porteño
- Campeonato Paraguaio: 2001

 Libertad
- Campeonato Paraguaio: 2006, 2007, 2008 (Apertura e Clausura)